# Golasa
Golasa (лат.) — род мелких мирмекофильных жуков-ощупников из подсемейства Pselaphinae (Staphylinidae).

## Распространение
Неотропика.

## Описание
Мелкие коротконадкрылые жуки—ощупники, длина тела менее 5 мм. Основная окраска красновато-коричневая. Усики 11-члениковые. Лапки с двумя коготками. Пронотум без срединной продольной бороздки. Род был впервые выделен в 1904 году французским дипломатом и зоологом Ашилем Раффре (1844–1923); включён в состав трибы Trogastrini (Faronini) из надтрибы Euplectitae (Faronitae).
- Golasa brevipennis Reitter, 1885 (Чили)[1]
- Golasa delamarei
- Golasa kuscheli
- Golasa microcephala
- Golasa sinuata
- Golasa valida